# Нестеров, Владимир Сергеевич
Владимир Сергеевич Нестеров (5 июня 1937, Барнаул, Западно-Сибирский край — 9 декабря 2004, Курган) — сотрудник органов государственной безопасности СССР и Российской Федерации, начальник Управления по Курганской области (1987—1993), генерал-майор (1990).

## Биография
Владимир Сергеевич Нестеров родился 5 июня 1937 года в рабочей семье в городе Барнауле Барнаульского района Западно-Сибирского края, ныне город — административный центр Алтайского края.
В 1955 году поступил на факультет технологии машиностроения, металлорежущих станков и инструментов Алтайского политехнического института.
Трудовую деятельность начал в 1960 году по окончании института мастером на Барнаульском радиозаводе.
В 1961 году зачислен курсантом школы № 302 КГБ СССР в Минске.
По окончании школы был принят оперуполномоченным в Управление КГБ СССР по Алтайскому краю. Был старшим оперуполномоченным, заместителем начальника отделения, начальником отдела Управления КГБ СССР по Алтайскому краю. С 1982 года по 1985 годы работал заместителем начальника Управления КГБ СССР по Алтайскому краю,
С 1985 года работал заместителем начальника Управления КГБ СССР по Курганской области.
20 марта 1987 года приказом Председателя КГБ СССР назначен начальником Управления КГБ СССР по Курганской области. В 1990 году ему было присвоено звание генерал-майора. После распада СССР продолжил службу в органах безопасности России в прежней должности начальника УАФБ — УМБ по Курганской области. С 17 сентября 1993 года в отставке.
После выхода на пенсию являлся генеральным директором ООО "Курганская региональная служба безопасности «Стрелец».
Избирался депутатом Курганского областного Совета народных депутатов, членом Курганского обкома и Курганского горкома КПСС, делегатом XXVII съезда КПСС. С 1995 года — сопредседатель координационного совета областного общественного объединения «Народовластие».
Владимир Сергеевич Нестеров умер 9 декабря 2004 года. Похоронен на кладбище села Кетово Кетовского сельсовета Кетовского района Курганской области, ныне село — административный центр Кетовского муниципального округа той же области.

## Награды
- Медали
- Почётная грамота Курганского обкома КПСС
- Занесён в Книгу Почёта Курганской областной организации ветеранов войны, труда, Вооруженных Сил и правоохранительных органов

## Память
- Международный турнир по футболу памяти генерала Нестерова Владимира Сергеевича, в 2007 году прошёл 2-й турнир[4].